# Oriëntaals gebied

Het Oriëntaals gebied

Het Oriëntaals of Indomaleisisch gebied is in de biogeografie de ecozone die Zuid- en Zuidoost-Azië, de Grote Soenda-eilanden en de Filipijnen omvat. De grenzen met het Palearctisch gebied zijn soms niet geheel duidelijk; delen van Afghanistan en China worden soms tot het ene, soms tot het andere gebied gerekend. De Himalaya vormt het overgangsgebied tussen de twee biogeografische zones. Het is ook onduidelijk of Wallacea, het gebied van Sulawesi (vroeger Celebes) en de Kleine Soenda-eilanden, bij het Oriëntaalse of Australaziatische gebied hoort.